# Gerald Zielinsky
Gerald Zielinsky (* 1959) ist ein früherer deutscher Crosslauf-Sommerbiathlet.
Gerald Zielinsky kam bei den Sommerbiathlon-Weltmeisterschaften 1998 in Osrblie als Startläufer der Staffel zum Einsatz. Mit Peter Stöcker, Frank Röttgen und Martin Kalpein erreichte er den 13. und damit letzten Platz. Er nahm zudem an den ersten Sommerbiathlon-Europameisterschaften 2004 in Clausthal-Zellerfeld teil, wo er sowohl im Einzel wie auch im Sprint 13. wurde. National gewann er bei den ersten deutschen Meisterschaften 1999 in Clausthal-Zellerfeld die Bronzemedaille in der Verfolgung mit dem Kleinkaliber-Gewehr, im Jahr darauf erreichte er an selber Stelle dieses Ergebnis erneut, nachdem er zuvor auch im Sprintrennen Dritter war. Im Kleinkaliber-Sprint gewann Zielinsky 2001 in Jagdhaus hinter Roman Böttcher die Silbermedaille, ebenso wie mit der Staffel Sachsen-Anhalts 2006 in Oberhof mit der Luftgewehr-Staffel. Zielinsky betreibt ein Sportgeschäft in Zerbst und startet für die Schützengilde Zerbst 1397 e. V.